# Jhalrapatan
Jhalrapatan (localment Patan) és una ciutat i municipalitat del Rajasthan, al districte de Jhalawar, que fou la capital de l'antic principat de Jhalawar. Tenia nombrosos temples (108 segons la tradició) amb moltes campanes, que li donaren nom (Jhalrapatan voldria dir "ciutat de les campanes") si bé altres teories diuen que deriva de Jhalra (deu) i, per tant, "Ciutat de les deus". El nom alternatiu Jhalawarpatan s'hauria originat pel clan jhala dels rajputs. Està situada a 24° 33′ N, 76° 10′ E / 24.55°N,76.17°E a la vora del riu Chandrabhaga, i consta al cens del 2001 amb una població de 30.112 habitants (el 1901 eren 7.955)

## Història
Ruïnes d'una antiga ciutat es troben a tot l'entorn de la ciutat; s'han trobat diversos objectes i monedes que confirmen l'antiguitat del lloc. Es conserven també quatre dels antics temples, el principal dels quals és el de Sitalesvara Mahadeva, considerat un dels més elegants dels temples indis i datat vers el 600; els altres són el de Kalikadevi, el de Varaha Avatara, i el temple jainista de Shantinatha. Al sud de la moderna ciutat hi havia la vila anomenada Chandravati, suposadament construïda pel raja Chandra Sena de Malwa, successor immediat (segons Abul Fadl) de Vikramaditya. Cuningham pensava que era la capital del districte de Sandrabatis esmentat per Claudi Ptolemeu. L'antiga ciutat hauria estat destruïda en temps d'Aurangzeb al final del segle xvii. Al nord de les restes de la ciutat Zalim Singh, el ministre regent de Kotah, va fundar la ciutat el 1796, uns 6 km al sud de l'aquarterament (chhaoni) fundat cinc anys abans, i va concedir als seus habitants exempcions de taxes i límits en les multes (privilegi que va durar fins al 1850). L'antic temple de Sat Seheli (Set Dames Joves) va quedar dins la nova ciutat; la capital del principat de Jhalawar es va traslladar a Jhalrapatan o més precisament a l'acantonament o camp militar (Jhalrapatan Chhaoni), que en formava part. El 1876 es va crear la municipalitat.